# Join the Q
Join the Q è il primo album in studio del gruppo drum and bass britannico The Qemists, pubblicato nel 2009.

## Tracce
1. Stompbox – 5:23
2. Lost Weekend (featuring Mike Patton) – 4:35
3. On the Run (featuring Jenna G) – 5:15
4. Dem Na Like Me (featuring Wiley) – 4:37
5. S.W.A.G. (Intro) – 2:11
6. S.W.A.G. (featuring Zoe Devlin Love) – 4:49
7. Drop Audio (featuring I.D.) – 5:00
8. When Ur Lonely – 6:02
9. Soundface (featuring Beardyman) – 1:35
10. Got One Life (featuring MC Navigator) – 4:05
11. The Perfect High – 5:21

## Formazione
- Dan Arnold − basso
- Leon Harris − batteria
- Liam Black − chitarra